# Virgin Gorda United
Virgin Gorda United FC, kurz VG United FC ist ein Fußballverein der Britischen Jungferninseln mit Sitz in Virgin Gorda. Der Verein spielt in der BVIFA National Football League.

## Geschichte
Gegründet wurde der Verein 2001 in Spanish Town und spielte ab dem Jahr in der Virgin Gorda BVI League. 2010/10 stieg der Verein erstmals in die BVIFA National Football League auf und wurde Siebter. 2012/13 stieg VG United ab, kehrte jedoch 2014 in die 1. Liga zurück. In der Saison 2023/24 wurde der Verein Dritter und gewann mehrere Pokale. Im Presidents Cup und im FA Cup triumphierte Virgin Gorda United, nachdem das Team den frisch gekürten Meister Wolues FC in beiden Endspielen besiegte. Zudem gewann VG United die erste Ausgabe des Emmet Caines Pre-Season Knockout Tournament souverän mit 4:0 gegen One Love United FC. Der absolute Höhepunkt war jedoch die Saison 2024/25, in der das Team zum ersten Mal die Meisterschaft der Britischen Jungferninseln errang und im Presidents Cup-Finale den ehemaligen Meister Wolues FC im Elfmeterschießen bezwang.

## Stadion
Die Heimspielstätte des Vereins ist der Virgin Gorda Recreation Ground mit einer Kapazität von 1000 Zuschauern.

## Erfolge
- Meister der Britischen Jungferninseln: 2024/25 (1)
- FA-Cup-Sieger der Britischen Jungferninseln: 2023/24 (1)
- Presidents-Cup-Sieger der Britischen Jungferninseln: 2023/24, 2024/25 (2)
- Sieger des Emmet Caines Pre-Season Knockout Tournament: 2023 (1)